# سیستم پایش پیوسته گازهای آلاینده
سیستم پایش پیوسته گازهای آلاینده (به انگلیسی: CEMS: Continuous emission monitoring system) به عنوان ابزاری برای نظارت بر انتشار گازهای خروجی حاصل از احتراق در فرآیندهای صنعتی استفاده می‌شود. این سیستم می‌تواند گاز دودکشها را از نظر میزان اکسیژن، مونوکسید کربن، دی‌اکسید کربنو سایر گازها اندازه‌گیری کند تا اطلاعاتی را برای کنترل بهینه احتراق در تنظیمات صنعتی ارائه دهد.
آن‌ها همچنین به عنوان وسیله ای برای پایش میزان انطباق با استانداردهای انتشار آلاینده‌های هوا مانند نظام‌های حفظ محیط زیست و استانداردهای محلی و جهانی مانند برنامه باران اسیدی آژانس حفاظت از محیط زیست ایالات متحده (EPA), دیگر برنامه‌های انتشار فدرال ایالات متحده، یا استانداردهای انتشار مجاز ایالتی استفاده می‌شوند.
به‌طور معمول سیستم پایش پیوسته گارهای آلاینده شامل آنالایزرهایی برای اندازه‌گیری غلظت گاز در جریان دود، تجهیزاتی برای هدایت نمونه‌های گاز به سمت آنالایزرها (در وجود فاصله)، تجهیزاتی برای آماده‌سازی گاز نمونه با حذف آب و سایر اجزای دود که می‌تواند در خواندن مقادیر اختلال ایجاد کند، لوله‌کشی پنوماتیک (تجهیزات هوا) و شیرآلاتی که می‌تواند توسط سیستم کنترل PLC کنترل شود تا گاز نمونه را به آنالایزرها هدایت کرده و سپس از آن دفع کند، یک سیستم کالیبراسیون و تعمیر و نگهداری که امکان تزریق گازهای کالیبراسیون را به خط نمونه‌گیری می‌دهد و یک سیستم جمع‌آوری و مدیریت داده (DAHS) که داده‌ها را جمع‌آوری و ذخیره می‌کند و می‌تواند محاسبات لازم برای بدست آوردن مجموع انتشار جرم را انجام دهد.
یک سیستم پایش دود همیشه کار می‌کند حتی اگر فرآیندی که اندازه‌گیری می‌کند روشن نباشد. آنها می‌توانند به‌طور مداوم داده‌های انتشار را برای نظارت بر فرایند و/یا برای اهداف انطباق جمع‌آوری، ثبت و گزارش کنند.
سیستم استاندارد CEMS شامل یک پروب نمونه‌گیری، فیلتر، خط نمونه‌گیری، سیستم آماده‌سازی گاز، سیستم گاز کالیبراسیون و یک سری آنالایزر گاز است که پارامترهای تحت نظارت را اندازه‌گیری و ثبت می‌کند. آلایندهای تحت پایش معمول عبارتند از: دی‌اکسید گوگرد، اکسیدهای نیتروژن، مونوکسید کربن، دی‌اکسید کربن، کلرید هیدروژن، ذرات معلق در هوا، جیوه، ترکیبات آلی فرار و اکسیژن. سیستم‌های CEM همچنین می‌توانند میزان جریان هوا، کدورت گاز دودکش و رطوبت را هم اندازه‌گیری کنند. سیستم نظارتی که ذرات معلق را اندازه‌گیری می‌کند، PEMS نامیده می‌شود.

## روش کار
نمونه کوچکی از گاز دودکش با استفاده از یک پمپ به سیستم پایش دود از طریق یک پروب نمونه‌گیری استخراج می‌شود. تأسیساتی که سوخت‌های فسیلی را احتراق می‌کنند، اغلب از یک رقیق کننده نمونه با هوای تمیز و خشک، با نسبتی بین ۵۰:۱ تا ۲۰۰:۱ استفاده می‌کنند. رقیق سازی به این دلیل استفاده می‌شود که گاز دودکش خالص می‌تواند داغ، مرطوب و همراه با برخی آلاینده‌ها چسبنده باشد. پس از رقیق شدن به نسبت مناسب، نمونه از طریق یک خط نمونه‌گیری به یک منیفولد منتقل می‌شود که آنالیزورهای جداگانه می‌توانند نمونه را از آن استخراج کنند. آنالایزرهای گاز از تکنیک‌های مختلفی برای اندازه‌گیری دقیق غلظت‌ها استفاده می‌کنند. برخی از تکنیک‌های رایج مورد استفاده عبارتند از: جذب مادون قرمز و فرابنفش، نورتابی شیمیایی، فلورسانس و جذب اشعه بتا.
پس از تجزیه و تحلیل، گاز از آنالایزر به یک منیفولد مشترک برای همه آنالایزرها خارج شده و از دفع می‌شود. یک سیستم جمع‌آوری و مدیریت داده (DAHS) سیگنال خروجی را از هر آنالایزر به منظور جمع‌آوری و ثبت داده‌های انتشار دریافت می‌کند.
یکی دیگر از روش‌های استخراج نمونه مورد استفاده در صنایع با نرخ انتشار پایین، استخراج «خشک داغ» یا «مستقیم» نامیده می‌شود. در این روش نمونه دود رقیق نمی‌شود، اما در طول یک خط نمونه‌گیری، گرم شده و با دمای بالا به واحد آماده‌سازی نمونه منتقل می‌شود. نمونه گاز برای حذف ذرات معلق فیلتر شده و معمولاً با چیلر خشک می‌شود تا رطوبت دود از بین برود. پس از آاده سازی، نمونه وارد یک منیفولد نمونه‌برداری می‌شود و معمولاً توسط آنالایزرهای مختلف گاز (معمولا به روش نورتابی شیمیایی) کار می‌کنند. آنالایز ۰۲ شامل میدان مغناطیسی است که این گاز را برای اندازه‌گیری غلظت جذب می‌کند. اکسیژن باعث حرکت یک آینه معلق در آنالایزر می‌شود که مقدار نور منعکس شده توسط آن آینه را روی یک فتوسل اندازه‌گیری می‌کند. مقدار حرکت آینه به مرکز فتوسل، متناسب با میزان غلظت اکسیژن است.